# Epidemia de picaduras de parabrisas de Seattle

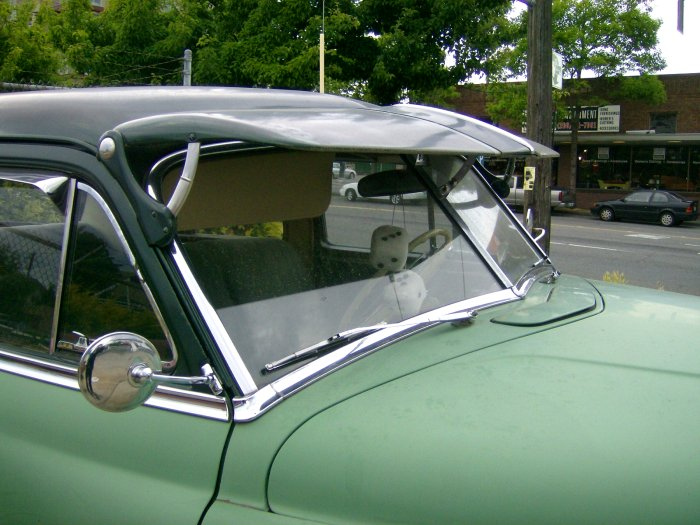

La epidemia de picaduras de parabrisas de Seattle es un fenómeno qué afectó a Bellingham, Seattle, y otras comunidades en el estado de Washington, Estados Unidos, en abril de 1954; es considerada un ejemplo de delirio colectivo. Se caracterizó por la observación generalizada de agujeros, fosas y abolladuras en parabrisas que anteriormente habían pasado inadvertidas, lo que llevó a los residentes a creer que era producido por un agente casual común. Originalmente era pensado que era obra de vándalos, pero la tasa de picaduras era tan grande que los residentes empezaron a atribuirlo a todo, desde huevos de pulgas de arena hasta pruebas de bombas nucleares.
Originándose en Bellingham en marzo, la policía inicialmente creyó el trabajo era obra de vándalos que utilizan pistolas de aire comprimido. Sin embargo, las picaduras pronto fueron observadas en las ciudades cercanas de Sedro Woolley y Mount Vernon y, para mediados de abril, parecía haberse  extendido a la ciudad de Anacortes en Fidalgo Island.
En una semana, las noticias y la llamada "epidemia de picaduras" habían llegado al área metropolitana de Seattle. A medida que los diarios empezaron a presentar la historia, más y más informes de picaduras fueron reportados. Los automovilistas comenzaron a detener coches policiales para informar daños. Los lotes de coches y los estacionamientos reportaron ataques particularmente severos.
Varias hipótesis para el daño generalizado se postularon:
- Algunos creyeron que un nuevo transmisor de radio de un millón de vatios en la cercana Estación Radiofónica Naval de Jim Creek estaba produciendo ondas que provocaban oscilaciones físicas en el vidrio;
- Algunos pensaron que era obra de rayos cósmicos;
- Algunos reportaron haber visto burbujas de vidrio formándose ante sus ojos, creyendo que era obra de pulgas de arena.

Para el 15 de abril, cerca de 3000 parabrisas habían sido reportados como dañados. El alcalde Allan Pomeroy contactó al gobernador de Washington Arthur B. Langlie, y al entonces presidente Dwight D. Eisenhower pidiendo ayuda.
Finalmente, el sargento Max Allison del laboratorio de criminalística de la policía de Seattle declaró que los informes de picaduras consistieron en "5 por ciento matones y 95 por ciento de histeria pública." Para el 17 de abril, las picaduras se detuvieron repentinamente.
La "epidemia de picaduras de parabrisas de Seattle", como ha sido llamada, se ha convertido en un clásico caso de delirio colectivo (no "histeria masiva" como había sido reportado). Aunque las picaduras naturales en los parabrisas había estado ocurriendo por algún tiempo, fue sólo cuándo los medios de comunicación atrajeron la atención del público hacia estas que las personas realmente miraron sus parabrisas y vieron daños que nunca habían notado antes.